# Destination Calabria
Cet article possède un paronyme, voir Calabria.
Singles de Alex Gaudino
Reaction
(2005) Que Pasa Contigo
(2007)
Singles par Crystal Waters
Lies
(2004) Dancefloor
(2008)
Destination Calabria est une chanson du DJ italien Alex Gaudino sortie le 19 mars 2007 sur le label britannique Ministry of Sound. Il s'agit de son plus grand succès single. Le morceau est un mashup entre le classique Calabria de Rune RK, et la collaboration d'Alex Gaudino et de la chanteuse Crystal Waters sortie quelque temps auparavant, intitulée Destination Unknown.  

## Classement par pays
| Classement (2007)                           | Meilleure position |
| ------------------------------------------- | ------------------ |
| Allemagne (Media Control AG)                | 30                 |
| Australie (ARIA)                            | 3                  |
| Autriche (Ö3 Austria Top 40)                | 55                 |
| Belgique (Flandre Ultratop 50 Singles)      | 2                  |
| Belgique (Wallonie Ultratop 50 Singles)     | 2                  |
| Espagne (PROMUSICAE)                        | 6                  |
| Finlande (Suomen virallinen lista)          | 8                  |
| France (SNEP)                               | 6                  |
| France (Club 40)                            | 1                  |
| Hongrie (Dance Top 40)                      | 2                  |
| Italie (FIMI)                               | 12                 |
| Irlande (IRMA)                              | 2                  |
| Nouvelle-Zélande (RMNZ)                     | 35                 |
| Pays-Bas (Single Top 100)                   | 14                 |
| Suède (Sverigetopplistan)                   | 10                 |
| Suisse (Schweizer Hitparade)                | 50                 |
| Royaume-Uni (UK Singles Chart)              | 4                  |
| États-Unis (Billboard Hot Dance Club Songs) | 8                  |

## Liste des pistes
12" Maxi Rise - 04/12/2006
- 1. 	Destination Calabria (Extended Mix)		6:56
- 2. 	Destination Calabria (Nari & Milani Club Mix)		6:53
- 3. 	Destination Calabria (Gaudino & Rooney Remix)		8:06

12" Maxi Rise - 02/2007
- 1. 	Destination Calabria (UK Extended Mix)		6:52
- 2. 	Destination Calabria (Paul Emanuel Remix)		7:40
- 3. 	Destination Calabria (King Unique Remix)		6:47
- 4. 	Destination Calabria (Laidback Luke Remix)		7:16

CD-Single Scorpio -	19/03/2007
- 1. 	Destination Calabria (Original Radio Edit)		3:40
- 2. 	Destination Calabria (UK Radio Edit)		3:00

Enhanced - CD-Maxi Data - 19/03/2007
- 1. 	Destination Calabria (Radio Edit)		3:02
- 2. 	Destination Calabria (Club Mix)		6:54
- 3. 	Destination Calabria (Paul Emanuel Remix)		7:39
- 4. 	Destination Calabria (Laidback Luke Remix)		7:16
- 5. 	Destination Calabria (Drunkenmunky 2007 Remake)		6:41

	Extras:
Destination Calabria (Video) 3:02
12" Maxi Data 153T	26/03/2007
- 1. 	Destination Calabria (Club Mix)		6:31
- 2. 	Destination Calabria (Laidback Luke Remix)		7:18
- 3. 	Destination Calabria (Paul Emanuel Remix)		7:42
- 4. 	Destination Calabria (King Unique Remix)		6:49

CD-Maxi Ministry Of Sound	25/05/2007
- 1. 	Destination Calabria (Radio Edit)		3:02
- 2. 	Destination Calabria (Club Mix)		6:56
- 3. 	Destination Calabria (Paul Emanuel Remix)		7:42
- 4. 	Destination Calabria (Laidback Luke Remix)		7:17
- 5. 	Destination Calabria (Kign unique Remix)		6:37*

Extras:
- Destination Calabria (Video)

12" Maxi Data 153P1	2007
- 1. 	Destination Calabria (Club Mix)		6:52
- 2. 	Destination Calabria (Paul Emanuel Remix)		7:40
- 3. 	Destination Calabria (Laidback Luke Remix)		7:16
- 4. 	Destination Calabria (King Unique Remix)		6:47